# عدد تشين الأولي

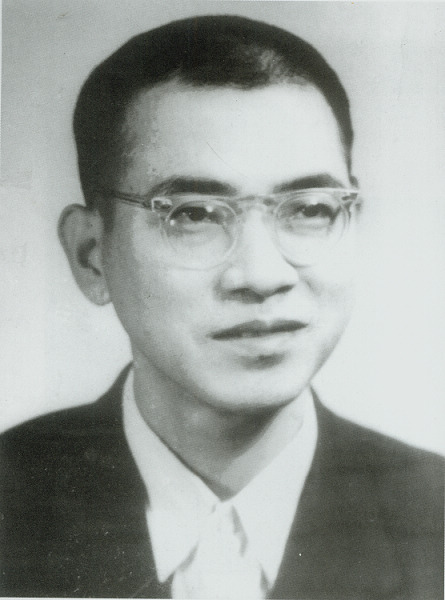

عدد تشين الأولي هو كل عدد أولي p حيث p + 2 هو عدد أولي أو هو جداء عددين أوليين (ويسمى أيضا شبه أولي). بالتالي حتى عدد 2p + 2 يلبي نظرية تشين.

## وصلات خارجية
- صفحة الأعداد الأولية, (باللغة الإنجليزية).